# Daniel Amabile
Daniel Amabile (Valdagno, 19 luglio 1986) è un arbitro di calcio italiano.

## Carriera
Ha giocato come portiere fino all'età di 19 anni, esordendo nel mondo arbitrale nel gennaio del 2006. Approdato in Commissione Interregionale nel 2010, in seguito trascorre tre anni in Serie D, prima di debuttare in Lega Pro nel 2014, nella partita Pro Patria-Torres, terminata 0-1. Nel 2019 viene promosso in C.A.N. B, diventando così il primo direttore di gara vicentino nella serie cadetta dopo 50 anni.
Il 2 agosto 2020 esordisce in Serie A, nella partita Sassuolo-Udinese, vinta per 0-1 dai friulani.
Il 1 settembre 2020 è inserito nell'organico della neonata CAN A-B, ovvero nel gruppo di arbitri che dirigono in Serie A e Serie B. Tuttavia durante la stagione 2020-2021 viene impiegato come arbitro effettivo esclusivamente in Serie B.
Il 1º luglio 2021 viene dismesso dalla CAN A-B per motivate valutazioni tecniche. Vanta 1 presenza in Serie A.
Tornato a disposizione dell'organo tecnico sezionale, comincia la stagione 2021-2022 dirigendo una partita di allievi under 17.